# 彼女は飛び去った
『彼女は飛び去った』（かのじょはとびさった、西: Volaverunt, 英: Gone for good）は、フランシスコ・デ・ゴヤが1797年から1799年に制作した銅版画である。エッチング。80点の銅版画で構成された版画集《ロス・カプリーチョス》（Los Caprichos, 「気まぐれ」の意）の第61番として描かれた。《ロス・カプリーチョス》を代表する版画の1つで、古くからアルバ女公爵マリーア・テレサ・カイエターナ・デ・シルバを描いた作品と考えられてきた。マドリードのプラド美術館に準備素描が所蔵されている。

## 作品

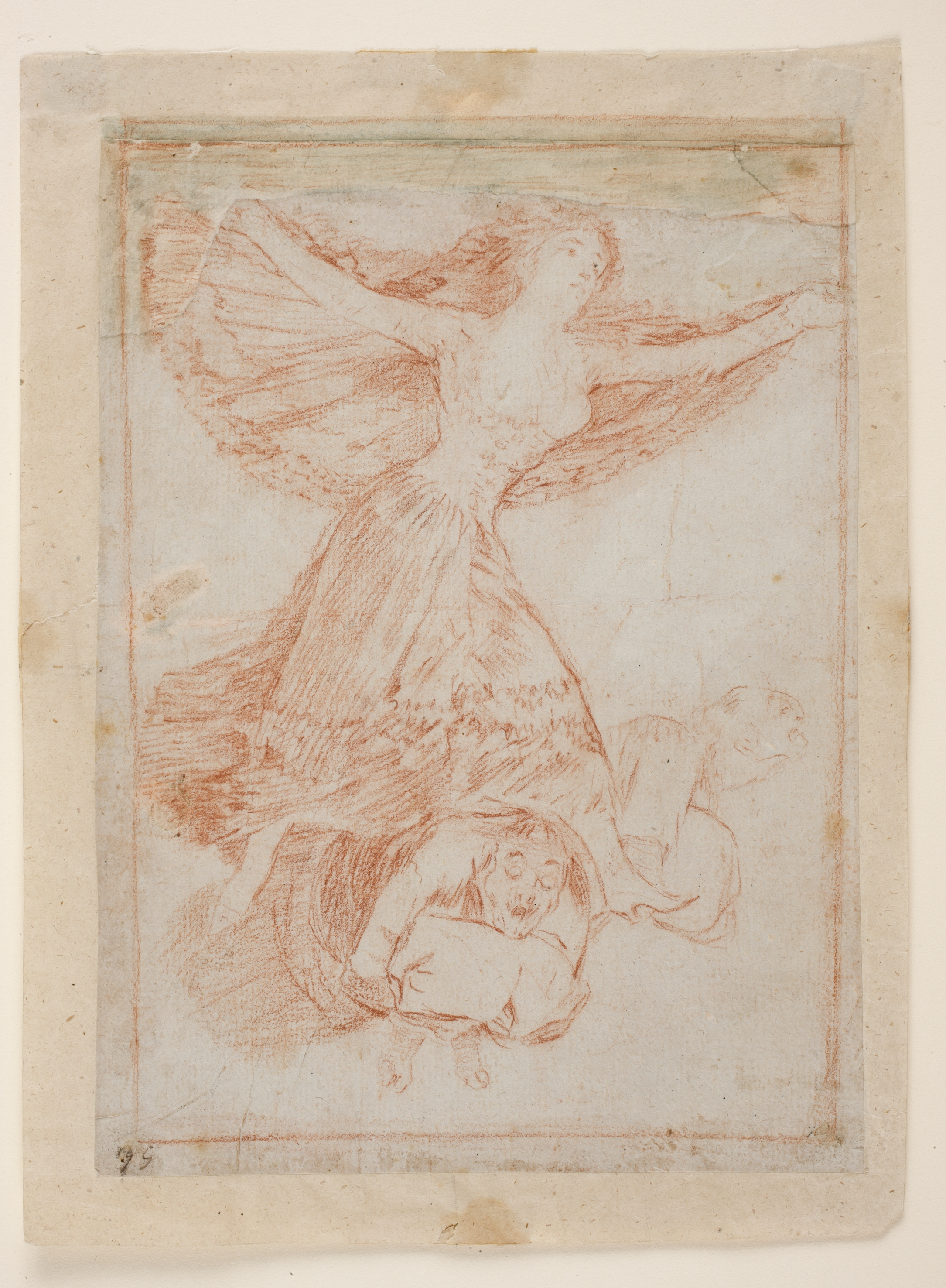
準備素描。プラド美術館所蔵。

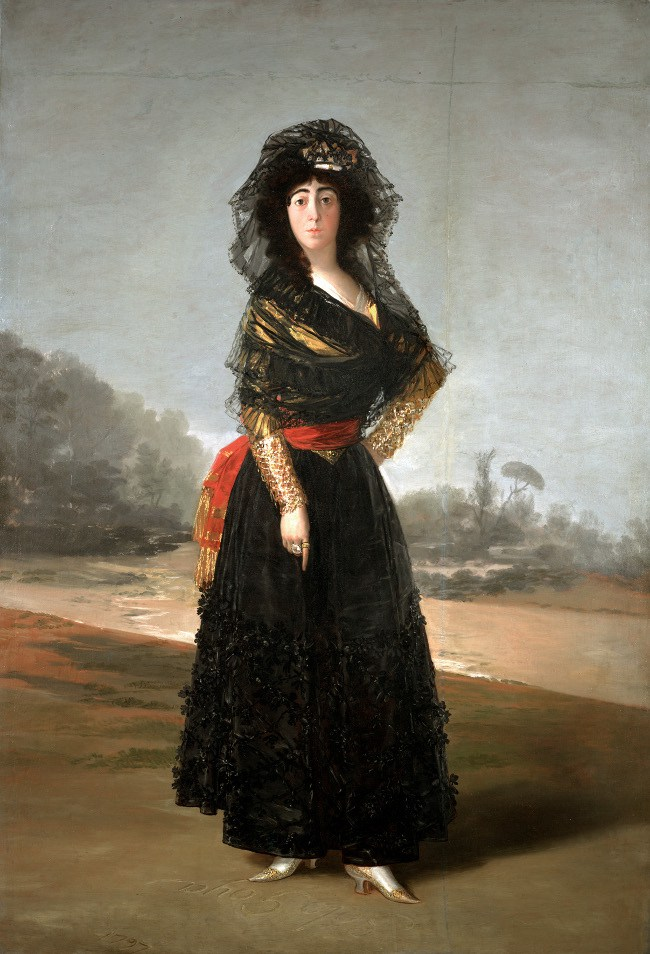
ゴヤの肖像画『黒衣のアルバ女公爵』。1797年。アメリカ・ヒスパニック協会所蔵。

ゴヤは空を飛行する女性の姿を描いている。女性はマハを思わせる黒いスカートと細い腰を強調する白いボディスを着ており、頭にかぶった黒いマンティーリャの両端を両手でつかみ、左右に大きく広げながら飛んでいる。広がったマンティーリャの下からは女性の頭に生えた蝶の羽根が見える。彼女の衣装はゴヤの売春婦像に典型的なものであり、彼女は意味ありげに両脚を左右に開き、胸元をあらわにしている。準備素描ではその点は特に強調されている。彼女の下には3人のグロテスクな人物が膝を抱えて座るような姿勢で、それぞれ異なる方向を向きながら空中に浮かんでいる。ロペス・デ・アラヤ（López de Ayala）の手稿やスペイン国立図書館所蔵の手稿によると、この作品はアルバ女公爵と（彼女が寵愛していた）3人の闘牛士を描いたものである。一方でプラド美術館所蔵の手稿では「ペティメトラの台座として奉仕している魔女の集団は必需品というより装飾品である。頭には可燃性ガスが充満しており、飛ぶのに風船も魔女も必要ない」と述べている。
プラド美術館の手稿で注釈されているように、膝を抱えた人物たちはおそらく魔女であり、女性の飛翔を助けている。その証拠に《ロス・カプリーチョス》第46番「訓戒」（Corrección）や第52番「仕立て屋のなせる業」（Lo que puede un Sastre!）では同じように膝を抱えたポーズで宙に浮かんだ魔女の姿が描かれている。また本作品は魔女を描いた版画の間に位置しているが、ゴヤの作品では魔女は売春を促す邪悪な遣り手婆の変形である。興味深いことにゴヤは題名を探していたときに「彼女を飛び立たせる」と書き込んでいたが、第68番「美しき女教師」（Linda maestra!）の試し刷りでも「彼女を飛び立たせた」という題名を手書きで記していた。こちらの作品では1人の魔女が弟子を伴って箒にまたがり、空へと上昇している。魔女と弟子はいずれも全裸で、弟子のほうは両脚を広げている。これらの仮の題名は淫らな行為へと誘う遣り手婆である魔女たちに注意を喚起させるためのものである。両脚の間に挟んだ箒は男根の象徴であり、若い売春婦がその仕事を始めることを仄めかしている。
この版画が《ロス・カプリーチョス》の代表的な作品の1つと見なされてきた最大の理由は、ゴヤとアルバ女公爵と密接な関係にあったという伝説が形成される過程でこの版画が大きな役割を果たしたことにある。当時の記録ではアルバ女公爵は非常に魅力的な女性であり、ゴヤは彼女の肖像画を何度か描いている。年代的に本作品に最も近いのは黒い衣装を身にまとった1797年の肖像画『黒衣のアルバ女公爵』 （La duquesa de Alba de negro）であるが、この肖像画の中でアルバ女公爵は地面に「ゴヤだけを」と記された文字を指さしている。ほぼ同時期に描かれた本作品について、ほとんどすべての解釈は描かれた女性がアルバ女公爵であり、捨てられた愛人ゴヤが女公爵に放った非難として説明できるとしている。この解釈にはいくつか論拠があり、たとえば描かれた女性はアルバ女公爵によく似ており、また《ロス・カプリーチョス》刊行後に広まったいくつかの手稿は本作品の注釈でアルバ女公爵について言及している。
重要な論拠の1つは題名の「彼女は飛び去った」（Volaverunt）に複数の意味があることである。この単語にはラテン語で「飛び去った」の他に喪失するという意味がある。後者は特に愛情の喪失（失恋）の意味で使用されることがあり、アウグスティン・デ・サラサールが1681年の喜劇『テティスとペレオ』（Tetis y Peleo）において使用している。すなわち「彼女の愛情はどうなったの？」「おしまいさ」「愛しいその人は？」「彼女は飛び去った」。であるならば、この図像はアルバ女公爵と愛人ゴヤとの親密な関係の終焉、アルバ女公爵がゴヤを捨てて飛び去り、永久に戻ってこないことを表したと解釈できる。この解釈は女性の頭に生えている蝶の羽に基づいている。スペインの詩の伝統では蝶の羽根は「移り気」を象徴するからである。同時に蝶は「はかなさ」や「移ろいやすさ」の象徴でもある。移ろいやすいという蝶の本性は「運命」に結びつけられ、西洋芸術の重要な図像的源泉であるチェーザレ・リーパの『イコノロギア』（Iconologia）では「無節操」の寓意が蝶の羽根ともに描かれている。
もっとも、ゴヤと女公爵のロマンスを証明する確実な証拠は何一つない。同様に描かれた女性が女公爵であるという客観的根拠もない。顔立ちが似ているという外見的特徴も、準備素描の段階では類似すらうかがうことはできない。ゴヤと女公爵の関係について言及した手稿の類も《ロス・カプリーチョス》刊行後のものであり、ゴヤとは関係のない人間によって残されたものであることを考慮するならば、その扱いには慎重になるべきであろう。
いずれにせよ、しばしば他の版画がそうであるように本作品もまた様々な解釈が可能である。それはアルバ女公爵と闘牛士たちの情事を仄めかしているのかもしれないし、より一般化された解釈、つまり女性の移り気な性質や浅薄な恋愛関係への批判、売春あるいは魔術に対する風刺である可能性がある。後者を採るのであれば、描かれた女性は花々の間を飛び回る蝶のように、魔女ないし遣り手婆に駆り立てられて男と男の間を飛び回っていると見ることができるであろう。

## 来歴
プラド美術館所蔵の《ロス・カプリーチョス》の準備素描は、ゴヤの死後、息子フランシスコ・ハビエル・ゴヤ・イ・バイユー（Francisco Javier Goya y Bayeu）、孫のマリアーノ・デ・ゴヤ（Mariano de Goya）に相続された。スペイン女王イサベル2世の宮廷画家で、ゴヤの素描や版画の収集家であったバレンティン・カルデレラは、1861年頃にマリアーノから準備素描を入手した。1880年に所有者が死去すると、甥のマリアーノ・カルデレラ（Mariano Carderera）に相続され、1886年11月12日の王命によりプラド美術館が彼から購入した。

## ギャラリー
関連するゴヤの作品

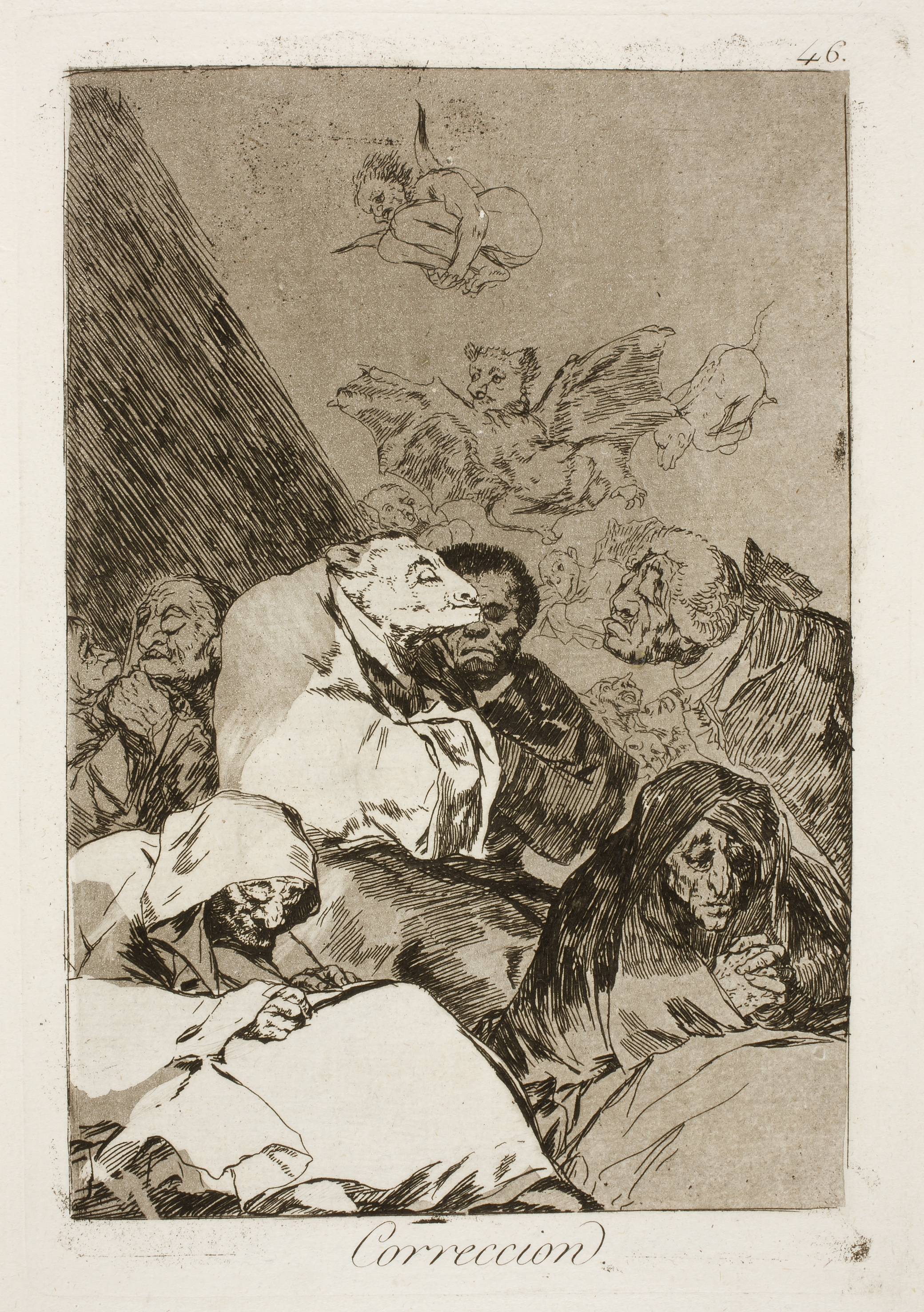
第46番「訓戒」
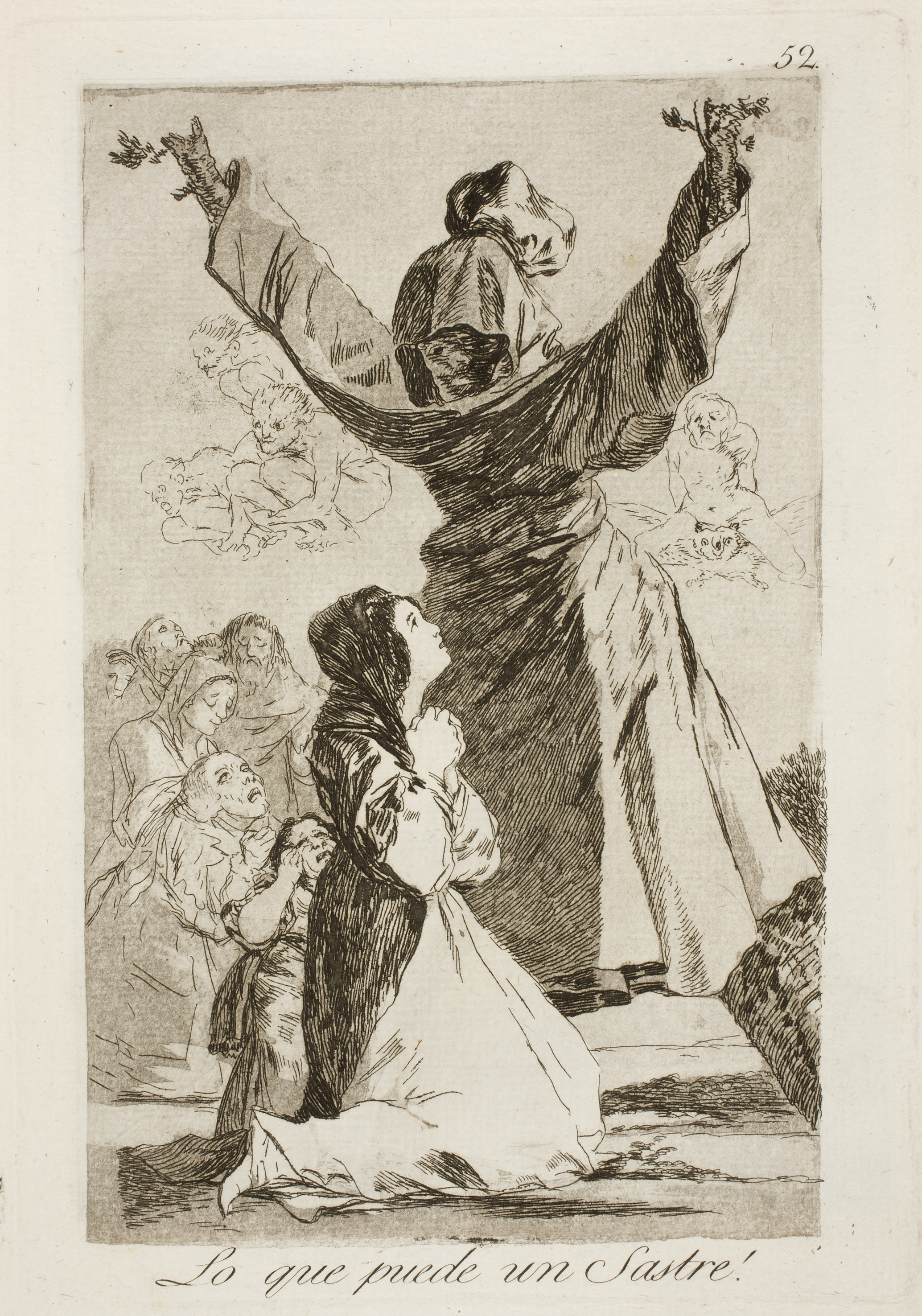
第52番「仕立て屋のなせる業」
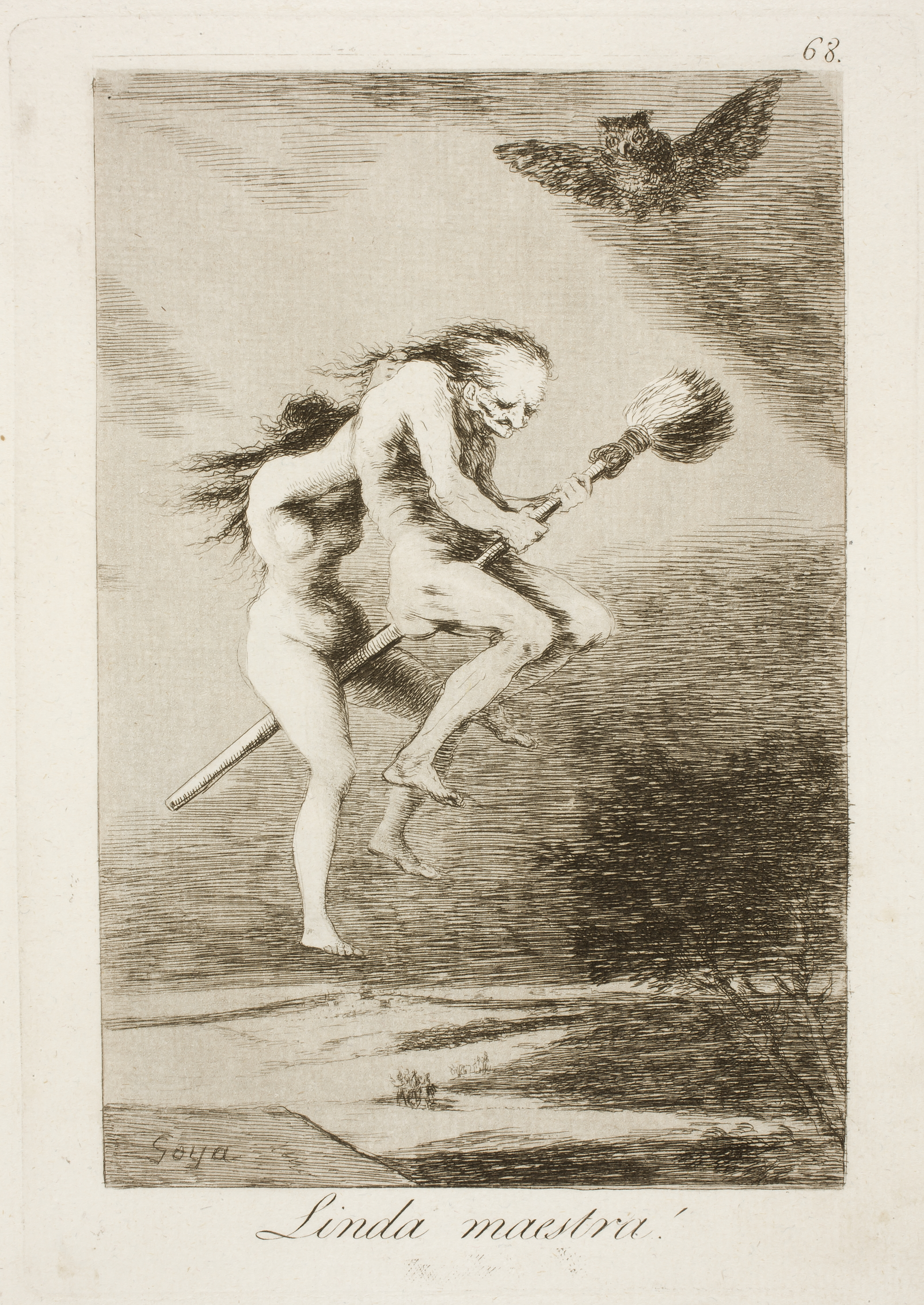
第68番「美しき女教師」

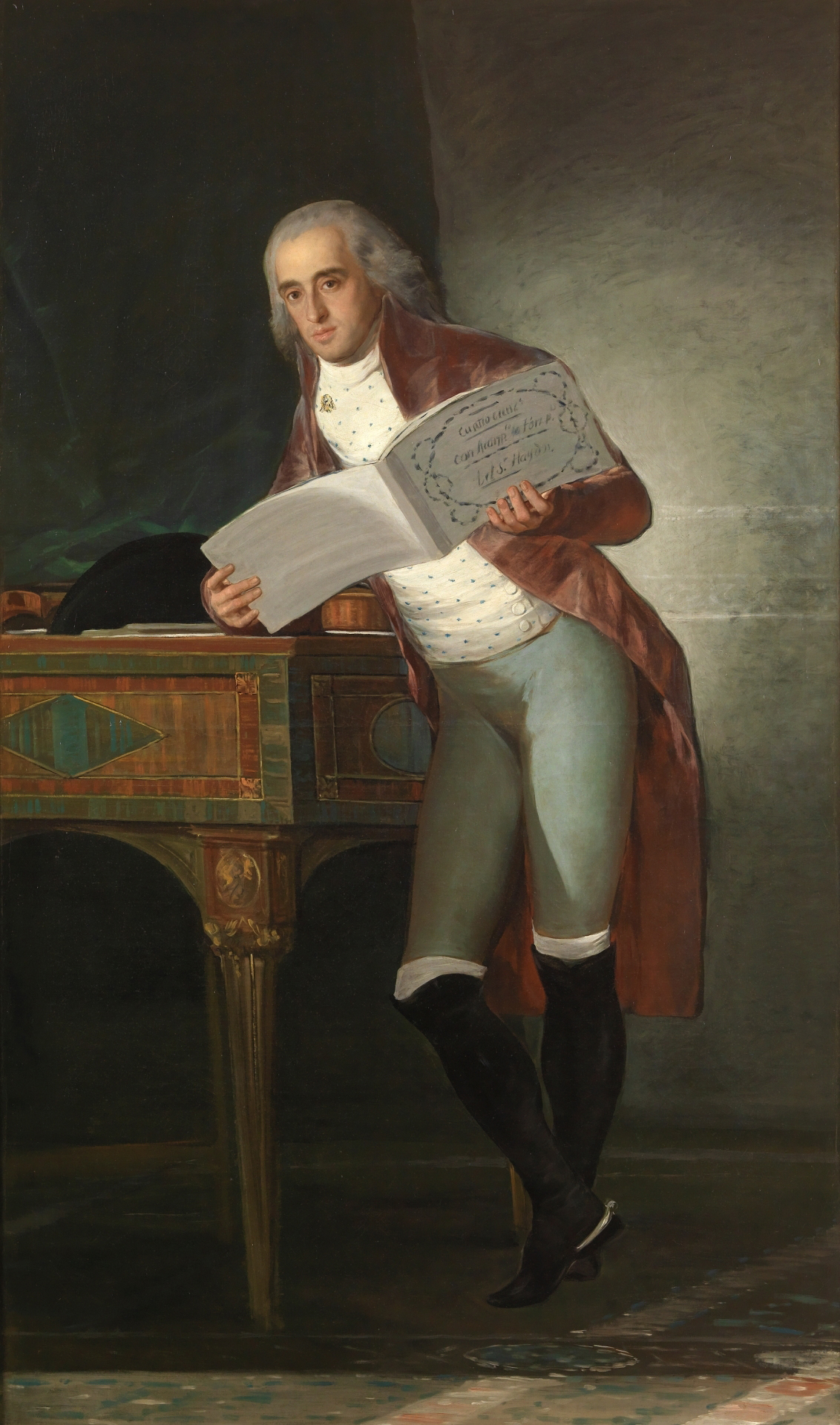
『アルバ公爵ホセ・アルバレス・デ・トレドの肖像』1795年 プラド美術館所蔵
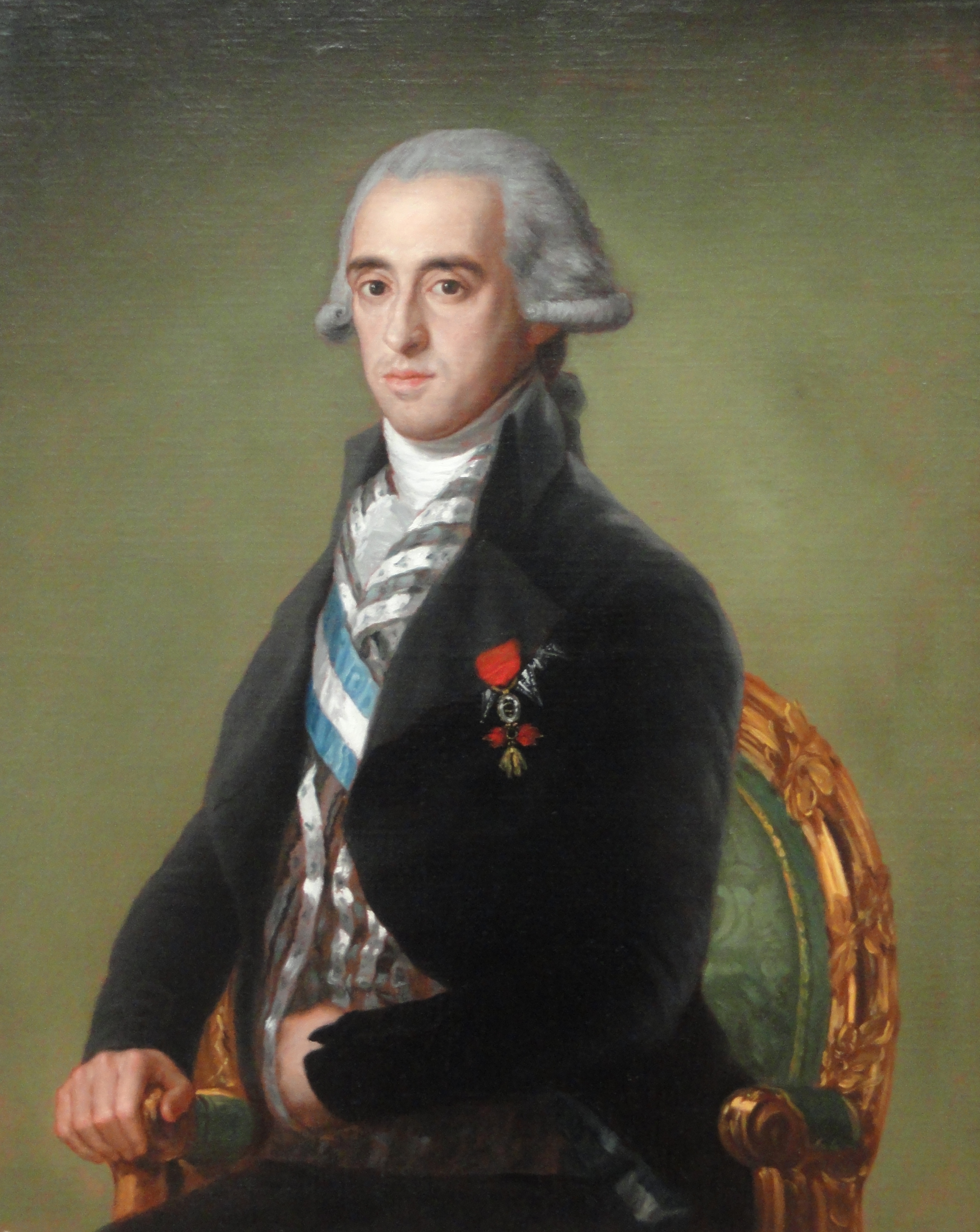
『アルバ公爵ホセ・アルバレス・デ・トレドの肖像』1795年頃 シカゴ美術館所蔵
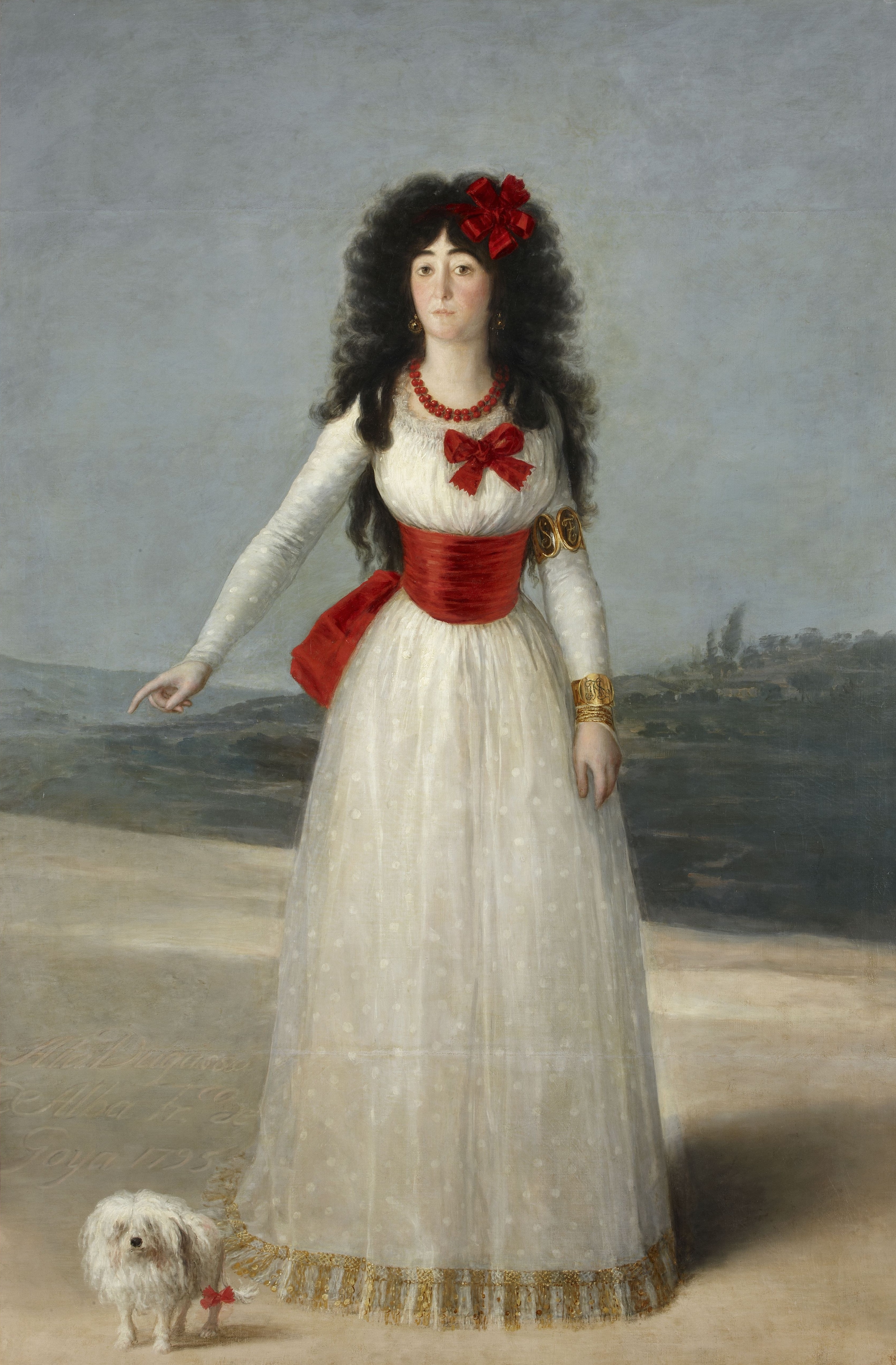
『白衣のアルバ女公爵』1795年頃 リリア宮殿（英語版）所蔵
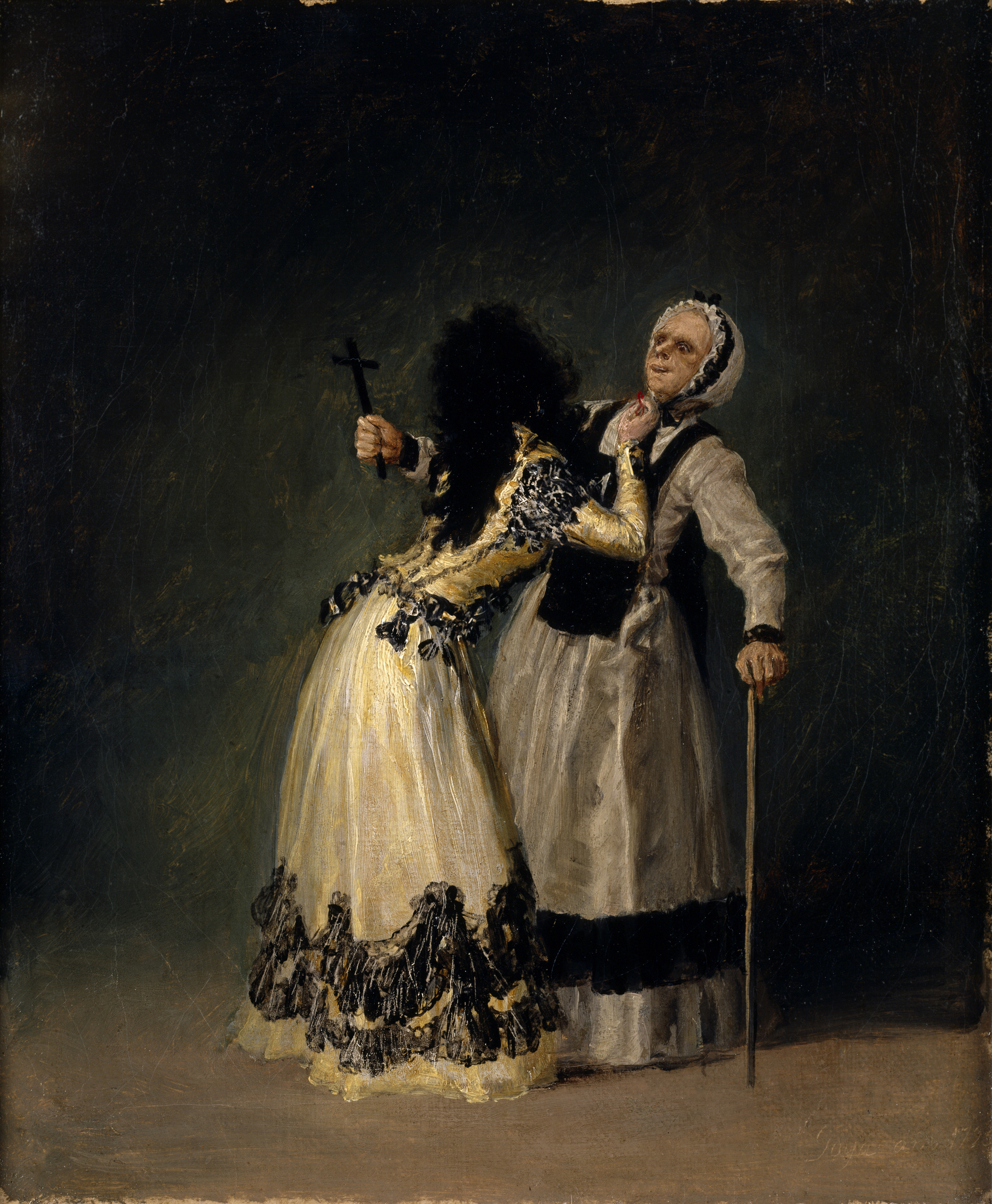
フランシスコ・デ・ゴヤ『アルバ女公爵とラ・ベアタ』1795年 プラド美術館所蔵